# Parafia Najświętszej Maryi Panny Częstochowskiej w Rynkach
Parafia pw. Najświętszej Maryi Panny Częstochowskiej w Rynkach – rzymskokatolicka parafia, należąca do dekanatu Białystok – Nowe Miasto, archidiecezji białostockiej, metropolii białostockiej. Siedziba parafii znajduje się w Rynkach.

## Historia parafii
W 1956 roku wykupiono istniejące garaże rolnicze i zamieniono je na kaplicę. Od następnego roku w kaplicy tej były sprawowane nabożeństwa przez duszpasterzy z Suraża. W latach 1974–1980 przeprowadzono remont kaplicy i dobudowano dzwonnicę.  
Od 1 stycznia 1979 roku funkcjonował w Rynkach samodzielny wikariat, a duszpasterzem został ksiądz Edward Tokarzewski. W 1978 roku został założony cmentarz o powierzchni ok. 1,5 ha. W latach 80. XX wieku zbudowano plebanię. 10 stycznia 1985 roku biskup Edward Kisiel erygował w Rynkach parafię NMP Częstochowskiej. 
Na początku lat 90. XX wieku dzięki zabiegom parafian i księdza Tokarzewskiego, zamówiono projekt nowego kościoła (autorem był Andrzej Chwalibóg), a zbudowano go w latach 1992–1995. Konsekracji dokonał 30 sierpnia 1998 roku abp Stanisław Szymecki. 

## Obszar parafii
Parafia liczy ok. 580 parafian.
W skład parafii wchodzą następujące miejscowości:  

- Rynki,
- Baranki Kolonię,
- Chodory,
- Czaczki Małe,
- Czaczki Wielkie,
- Dołki,
- Simuny Kolonia,
- Ostasze,
- Średzińskie,
- Zimnochy-Susły,
- Zimnochy-Świechy.

## Sąsiednie parafie
Parafia pw. Najświętszej Maryi Panny Częstochowskiej w Rynkach sąsiaduje z parafiami: 
- pw. Bożego Ciała w Surażu,
- pw. Wniebowstąpienia Pańskiego w Strabli,
- pw. Niepokalanego Poczęcia Najświętszej Maryi Panny w Tryczówce,
- pw. Świętej Trójcy w Turośni Kościelnej
- pw. Świętej Trójcy w Juchnowcu Kościelnym

## Proboszczowie
- ks. kan. Edward Tokarzewski (1985 – 16 czerwca 2013)
- ks. Tomasz Piotrowski (2013–2018)
- ks. kan. Grzegorz Boraczewski (od 29 lipca 2018, zm. 20 listopada 2021)
- ks. Andrzej Górski (od 27 lutego 2022)[1]